# Suomenlinnamuseum
Het Suomenlinnamuseum (Fins: Suomenlinna museo, Zweeds: Sveaborgsmuseet) is het officiële museum van het  Suomenlinna-fort in de Finse gemeente Helsinki. De permanente collectie bestaat uit verschillende objecten gevonden tijdens opgravingen op het eiland. De tweede verdieping van het museum laat de restauratiewerkzaamheden aan het fort zien. Het museum heeft ook een auditorium. Het wordt gerund door de Ehrensvard-stichting.